# Stathaíika
Stathaíika (Stathaiika) är en ort i Grekland.   Den ligger i prefekturen Nomós Argolídos och regionen Peloponnesos, i den södra delen av landet, 100 km väster om huvudstaden Aten. Stathaíika ligger 70 meter över havet och antalet invånare är 240.
Terrängen runt Stathaíika är huvudsakligen kuperad, men österut är den platt. Runt Stathaíika är det ganska tätbefolkat, med 160 invånare per kvadratkilometer. Närmaste större samhälle är Argos, 6,2 km sydost om Stathaíika. 